# Alcolisti Anonimi

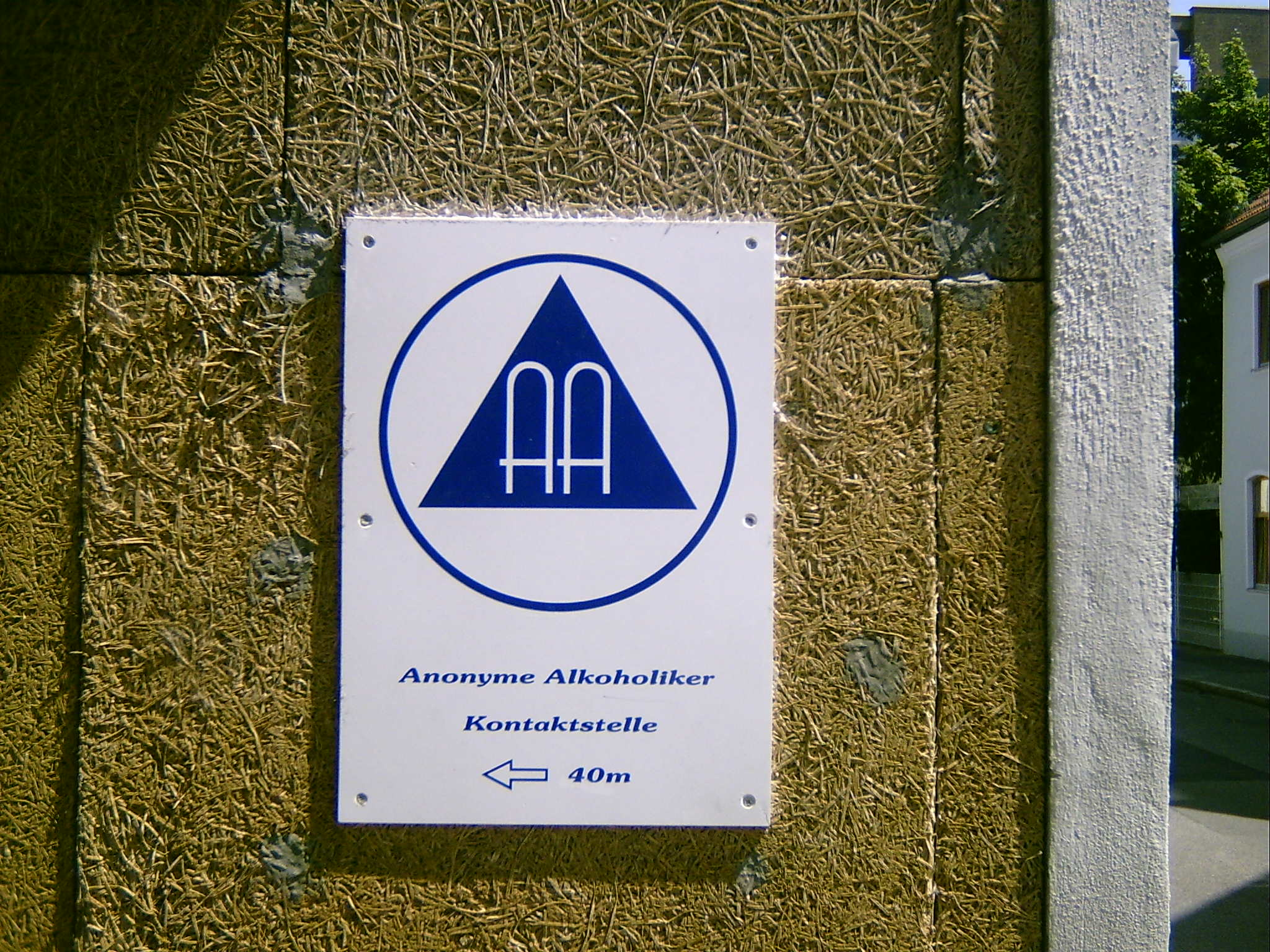
Simbolo degli Alcolisti Anonimi

Alcolisti Anonimi (sigla A.A.) è un'associazione, diffusa in tutto il mondo, che offre un programma spirituale di azione a persone che hanno problemi di dipendenza da alcol.
Nata nel 1935 negli Stati Uniti dall'incontro di due alcolisti (tra i quali il cofondatore Bill W.) che avevano smesso di bere e cercavano di mantenere la propria sobrietà, si è poi diffusa in oltre 160 Paesi.

## Scopi e politica
È un'associazione di auto mutuo aiuto: l'alcolista che ha smesso di bere, per mantenersi sobrio, fornisce aiuto alle persone che hanno problemi a uscire dalla dipendenza, seguendo le istruzioni di un programma presentato nel libro che dà il nome all'organizzazione, condividendo la propria esperienza, e questa (helper therapy) è una forte spinta al mantenimento della sobrietà. I problemi vengono affrontati seguendo le istruzioni proposte dal programma di recupero sotto la guida di uno sponsor, e più largamente in un gruppo di auto mutuo aiuto (gruppo AMA): sono organizzate riunioni con frequenza libera, dove ci si scambiano esperienze e si mette in pratica il programma di recupero, noto col nome di "programma dei dodici passi", un metodo di recupero basato su un’esperienza consolidata, 12 passi che aiutano l’alcolista a cambiare stile di vita e a trovare serenità e sobrietà. Per entrare nell'associazione basta avere una qualunque forma di desiderio di smettere di bere. Non ci sono altre restrizioni di nessun tipo, né sociali, né di etnia, di sesso o di religione.
Come dice il nome stesso l'associazione garantisce l'anonimato e perciò, nel caso lo si voglia, si può evitare di rivelare la propria identità.
Non ci sono quote o tasse per essere membri di Alcolisti Anonimi. A.A. si finanzia autonomamente, non accetta sovvenzioni, lasciti, né altri contributi. Non è affiliata a nessun tipo di ideale o organizzazione politica. Non prende posizione in nessuna controversia o causa civile, soprattutto non sostiene posizioni proibizioniste o antiproibizioniste riguardo all'alcool. Gli stessi membri prestano volontariamente servizio nell'associazione per dare il proprio contributo al funzionamento e mantenimento della stessa.

## Efficacia

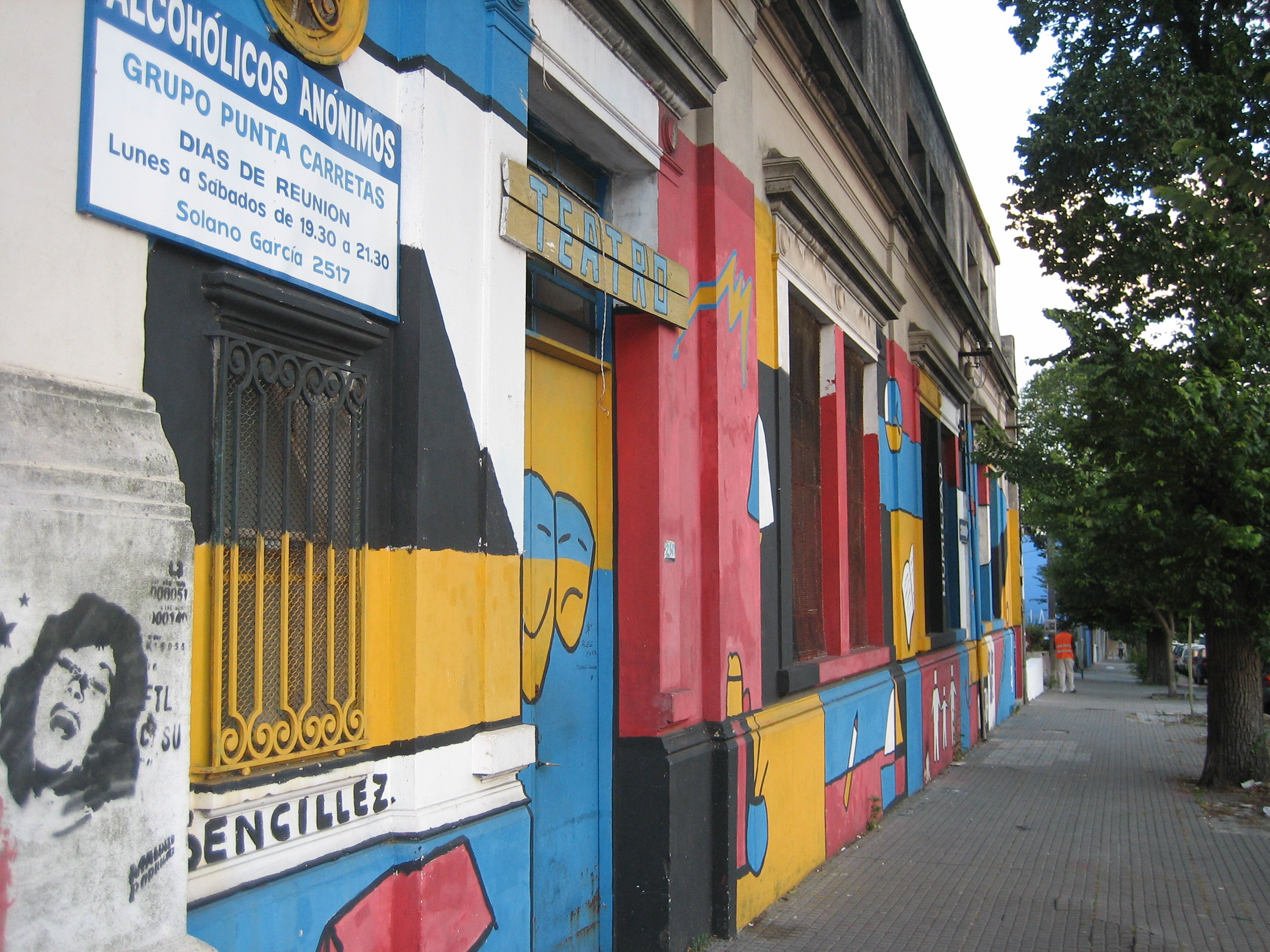
Sede degli Alcohólicos Anónimos a Montevideo, Uruguay

Molti membri di Alcolisti Anonimi dichiarano di aver avuto dei buoni risultati con il metodo dei gruppi di sostegno. L'uso del metodo dei gruppi di sostegno risulta ampiamente consigliato da vari terapeuti e autori internazionali, quali Patrick Carnes, Kimberly Young e Claudia Black. Va segnalato che in alcune nazioni alcune persone vengono indirizzate al gruppo direttamente dai servizi sociali. In particolare negli Stati Uniti ci sono casi che vengono mandati al gruppo dai giudici, con frequenza obbligatoria, a seguito di avvenimenti con rilevanza giuridica. Con eccezione quindi di coloro che partecipano alle riunioni per adempiere a un'ordinanza giudiziaria, i membri del gruppo partecipano con frequenza libera e sono volontari, non selezionati a caso all'interno della popolazione di alcolisti cronici, e questo determina come non sia facilmente confermabile una efficacia scientifica di Alcolisti Anonimi.
Alcuni di questi studi dimostrano la correlazione tra la frequenza ad AA e l'astinenza o altri risultati positivi. Risulta anche un minor numero di studi scientifici la cui conclusione è stata che la frequenza alle riunioni di AA può portare a risultati inferiori di altre terapie. Un confronto Cochrane di otto studi pubblicati fra il 1967 e il 2005, per la misurazione dell'efficacia di AA non ha trovato differenze significative fra i risultati dell'approccio Dodici Passi di Alcolisti Anonimi comparati a altri trattamenti. Per determinare ulteriormente l'efficacia di AA, l'autore suggerisce come siano necessari ulteriori studi di comparazione fra i risultati dei trattamenti con gruppi di controllo. Tutti questi studi confermano comunque la presenza di risultati positivi nella terapia di gruppo AA.
Un articolo scientifico pubblicato nel marzo 2020 ha confermato l'efficacia del metodo degli alcolisti anonimi.